# جیمز بولارد
جیمز بولارد (انگلیسی: James B. Bullard؛ زادهٔ) سیاست‌مدار است. وی دوازدهمین رئیس بانک فدرال رزرو سنت لوئیس است.